# Kancelaria
Kancelaria – termin określający samodzielny urząd bądź instytucję wytwarzającą własną dokumentację (zarówno na etapie formalnym, jak i merytorycznym). W 
terminologii archiwalnej kancelaria jest terminem wieloznacznym:
- w szerokim rozumieniu za kancelarię można uznać wszystkie komórki organizacyjne twórcy zespołu wytwarzające akta
- jest to również komórka lub zespół komórek organizacyjnych jednostki powołany wyłącznie do pełnienia czynności aktotwórczych formalnych - związanych z przyjęciem i rejestracją pism wpływających, przechowywaniem dokumentacji niezbędnej do bieżącego funkcjonowania instytucji, prowadzeniem akt spraw, przygotowywaniem czystopisów i ekspedycją pism na zewnątrz.
- termin ten bywa używany zamiennie z terminem system kancelaryjny, który oznacza określony sposób tworzenia dokumentacji, mówimy więc na przykład o kancelarii staropolskiej, rosyjskiej, pruskiej, o kancelarii akt spraw.
- jest to również pomieszczenie biurowe przeznaczone dla kancelarii w znaczeniu komórki organizacyjnej, jest to zatem fizyczne miejsce wykonywania czynności kancelaryjnych.